# Simplocaria montenegrina
Simplocaria montenegrina là một loài bọ cánh cứng trong họ Byrrhidae. Loài này được Obenberger miêu tả khoa học năm 1917.